# TV4-nyheterna Växjö
TV4-nyheterna Växjö är en lokal TV-station som ger lokalnyheter för befolkningen i Kronobergs län. Korta nyhetssändningar sänds vardagsmorgnar varje halvslag i Nyhetsmorgon samt i 19.00-sändningen och 22.30 på måndag-torsdagar. Sändningarna startade 23 mars 2009. Sändningen sker från Malmö.